# فلورنس لي
فلورنس لي (بالإنجليزية: Florence Lee)‏  (و. 1888 – 1962 م) هي كاتبة سيناريو، وممثلة مسرحية، وممثلة أفلام أمريكية، ولدت في جامايكا، توفيت في هوليوود، عن عمر يناهز 74 عاماً.

## وصلات خارجية
- فلورنس لي على موقع IMDb (الإنجليزية)
- فلورنس لي على موقع أول موفي (الإنجليزية)
- فلورنس لي على موقع قاعدة بيانات برودواي على الإنترنت (الإنجليزية)
- فلورنس لي على موقع قاعدة بيانات الأفلام السويدية (السويدية)
- فلورنس لي على موقع قاعدة بيانات الفيلم (الإنجليزية)